# Eucalyptus staeri
Eucalyptus staeri là một loài thực vật có hoa trong Họ Đào kim nương. Loài này được (Maiden) Maiden ex Kessell & C.A.Gardner mô tả khoa học đầu tiên năm 1924.